# Witbuikmeestiran
De witbuikmeestiran (Uromyias agraphia; synoniem: Anairetes agraphia) is een zangvogel uit de familie Tyrannidae (Tirannen).

## Verspreiding en leefgebied
Deze soort is endemisch in Peru en telt drie ondersoorten:
- U. a. agraphia: zuidoostelijk Peru.
- U. a. plengei: het noordelijk-centraal Peru.
- U. a. squamiger: centraal Peru.

## Status
De grootte van de populatie is niet gekwantificeerd maar de soort wordt omschreven als vrij algemeen. Op de Rode lijst van de IUCN heeft deze soort de status niet bedreigd.